# ヴィースエン県
ヴィースエン県（ヴィースエンけん、ベトナム語：Huyện Vị Xuyên / 縣渭川?）は、ベトナム社会主義共和国ハザン省の県である。面積は1480.5 km²、人口は122,350人（2018年）である。

## 行政区画
2市鎮22社から構成される。